# Kobierzyn (Petite-Pologne)
Pour l’article homonyme, voir Kobierzyn.
Kobierzyn est une localité polonaise de la gmina de Lisia Góra, située dans le powiat de Tarnów en voïvodie de Petite-Pologne.